# Ascochilus
Ascochilus es un género que tiene asignadas unas seis especies de orquídeas de hábito epífita, de la subtribu Sarcanthinae de la familia Orchidaceae. 

## Distribución
Orquídeas de las tierras del SE asiático tropical en Malasia, Sumatra, Java y Tailandia.

## Descripción
Son orquídeas de tamaño miniatura, epífitas monopodiales con tallo corto y hojas también pequeñas  que florece  en  una inflorescencia con flores de corta vida en una columna erecta, tiene el labio carnoso con dos grandes lóbulos laterales y uno entero o medio lobulado central. Los sépalos laterales son mucho más anchos que los dorsales, que son del mismo tamaño que los pétalos, tiene dos polinias.

## Taxonomía
Trichoglottis atropurpurea fue descrita por Henry Nicholas Ridley y publicado en Journal of the Linnean Society, Botany 32: 374. 1896.

## Especies de Ascochilus
- Ascochilus emarginatus (Blume) Schuit.(2001).
- Ascochilus fasciculatus (Carr) Garay (1972).
- Ascochilus leytensis (Ames) Garay, (1972).
- Ascochilus mindanaensis (Ames) Christenson, (1985).
- Ascochilus nitidus Seidenf. (1975).
- Ascochilus siamensis Ridl., J. Linn.[3]